# Nutlina
Le Nutline sono analoghi cis dell'imidazolo le quali sono in grado di inibire l'interazione tra Mdm2 e p53, la principale proteina antitumorale.
Le tre nutline (Nutlin-1, Nutlin-2 and Nutlin-3) sono state scoperte da una library chimica da Vassilev et al..
Comunque la Nutlina-3 è il composto più utilizzato nella ricerca oncologia per i suoi effetti anti-proliferativi sulle linee cellulari tumorali immortalizzate.
L'inibizione dell'interazione tra MDM2 e p53 permette di stabilizzare p53, infatti l'interazione tra le due proteine porta alla degradazione tramite proteosoma di quest'ultima.
La stabilizzazione di p53 porta quindi ad una sua maggiore attività (blocco della proliferazione in caso di danno al DNA ed induzione di apoptosi in caso di mancata riparazione) e quindi dovrebbe indurre selettivamente nelle cellule tumorali (che presentano mutazioni del DNA) l'inibizione della proliferazione e l'induzione della senescenza cellulare. Questi composti svolgerebbero questo effetto solo nelle cellule che presentano p53 non mutata e funzionante. È stato osservato che la Nutlina-3 è in grado di influire sulla produzione di p53 in pochi minuti.
Il più potente dei due enantiomeri, (-)-Nutlin-3, può essere sintetizzato in maniera enantiomero-selettiva.